# Cafès Llofriu
Cafès Llofriu és un establiment especialitzat en la venda de cafès d’arreu del món des de l’any 1866.
El primer negoci que varen obrir va ser al carrer dels Guixers on disposaven d'una torradora manual. I amb l’ajuda  d’una bicicleta, el propietari anava a diversos bars de Palma per oferir els seus productes porta a porta. La seva història és una aventura que comença en un petit colmado del carrer de Sant Nicolau, de Palma. A poc a poc, agafà embranzida gràcies a la venda del cafè, producte amb un procés totalment artesanal, torrat en una torradora de carbó. Amb el temps i gràcies a la modernització la marca es va expandir.
Es converteix en societat anònima l’any 1955 i el comerç es trasllada al carrer Josep Tous i Ferrer, de Palma, on només ofereix cafè i xocolata. Una recolectora autòmata presidia l’aparador. Amb el temps, aquesta figura roman en la memòria dels palmesans.
Des del 2001 forma part de la història de Café Rico i a l’agost de 2019 es va instal·lar a la botiga interior del mercat de l’Olivar que és on es troba actualment. 
El 24 de juliol de 2024 (resolució núm. 7460, Ajuntament de Palma) el manté com a Comerç Emblemàtic (categoria 1B) en l'aprovació del Catàleg d'establiments emblemàtics de 2024, en què va ser inscrit l’any 2018.

## Galeria d'imatges

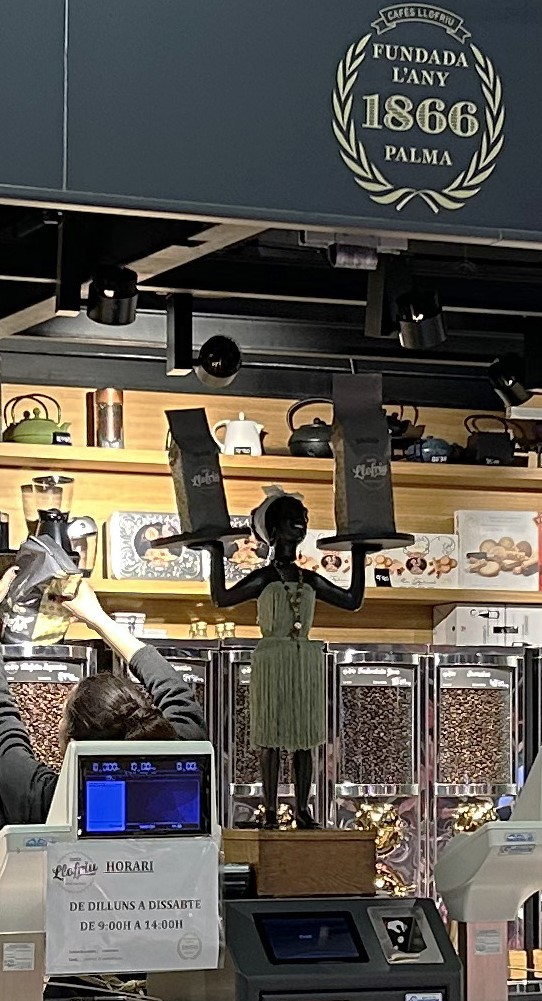
Autòmata Cafès Llofriu